# دانیله گراگنولی
دانیله گراگنولی (انگلیسی: Daniele Gragnoli؛ زادهٔ ۳ ژانویهٔ ۱۹۹۴) بازیکن فوتبال اهل ایتالیا است.
از باشگاه‌هایی که در آن بازی کرده‌است می‌توان به باشگاه فوتبال گوریتسا، باشگاه ورزشی لاتزیو، باشگاه فوتبال آسکولی، و باشگاه فوتبال پارما اشاره کرد.
وی همچنین در تیم ملی فوتبال زیر ۱۷ سال ایتالیا بازی کرده‌است.